# Кеплер-4б
Кеплер-4б (Kepler-4b) e екзопланета от съзвездието Дракон.
Обикаля своята централна звезда за период от 3,234 дена. Има радиус подобен на планетата Нептун.
Открита е през 2010 г. чрез Кеплер - мисията на НАСА.